# Kronštatski upor
Kronštatski upor je bil upor sovjetskih mornarjev, vojakov in civilistov proti boljševiški vladi v ruskem pristaniškem mestu Kronštat v Sovjetski zvezi leta 1921. Kronštat, ki se nahaja na otoku Kotlin v Finskem zalivu, je kot oporišče Baltske flote branil nekdanje glavno mesto Petrograd (danes Sankt Petersburg). Šestnajst dni v mesecu marcu 1921 so se uporniki borili v pomorski trdnjavi v Kronštatu proti sovjetski oblasti. Pod vodstvom Stepana Petričenka je bil kronštatski upor zadnji večji upor proti boljševiškemu režimu na ruskem ozemlju med rusko državljansko vojno.
Razočarani nad boljševiško vlado so uporniki, ki so prej hvalili Leva Trockija kot »okras in ponos revolucije«, zahtevali vrsto reform: zmanjšanje boljševiške oblasti, novo izvoljene sovjetske svete, ki bi vključevali socialistične in anarhistične skupine, gospodarsko svobodo za kmete in delavce, razpustitev birokratskih vladnih organov, ustanovljenih med državljansko vojno, in obnovitev državljanskih pravic delavskega razreda.
Prepričani v priljubljenost reform, za katere so se borili (in ki so jih delno poskušali izvesti med uporom), so kronštatski mornarji zaman čakali na podporo prebivalstva v preostalem delu države in zavračali pomoč izseljencev. Čeprav je uradni svet zagovarjal bolj ofenzivno strategijo, so uporniki ohranili pasivno držo, ko so čakali, da vlada naredi prvi korak v pogajanjih. Nasprotno pa so oblasti zavzele brezkompromisno stališče in 5. marca 1921 postavile ultimat in zahtevale brezpogojno predajo. Ko se je to obdobje izteklo, so boljševiki večkrat napadli otok in 18. marca premagali upornike, potem ko so pobili več tisoč ljudi. 
Podporniki so upornike videli kot revolucionarne mučenike, medtem ko so oblasti v upornikih videle »agente antante in protirevolucije«. Boljševiški odziv na upor je povzročil veliko polemiko in je bil odgovoren za razočaranje več podpornikov boljševiškega režima, kot je Emma Goldman. Čeprav je bil upor premagan in politične zahteve upornikov niso bile izpolnjene, je služil za pospešitev izvajanja nove ekonomske politike (NEP), ki je nadomestila »vojni komunizem«. Po besedah Vladimirja Lenina je bila kriza najbolj kritičen dogodek za časa boljševiške vlade ter »nedvomno nevarnejša kot Denikin, Judenič in Kolčak skupaj«.